# Byron Wilson
Pour les articles homonymes, voir Wilson.
Byron Wilson, né le 1er septembre 1971, à Gary, en Indiana, est un ancien joueur américain, naturalisé argentin, de basket-ball. Il évolue au poste d'arrière. 